# 哥勞疇城堡

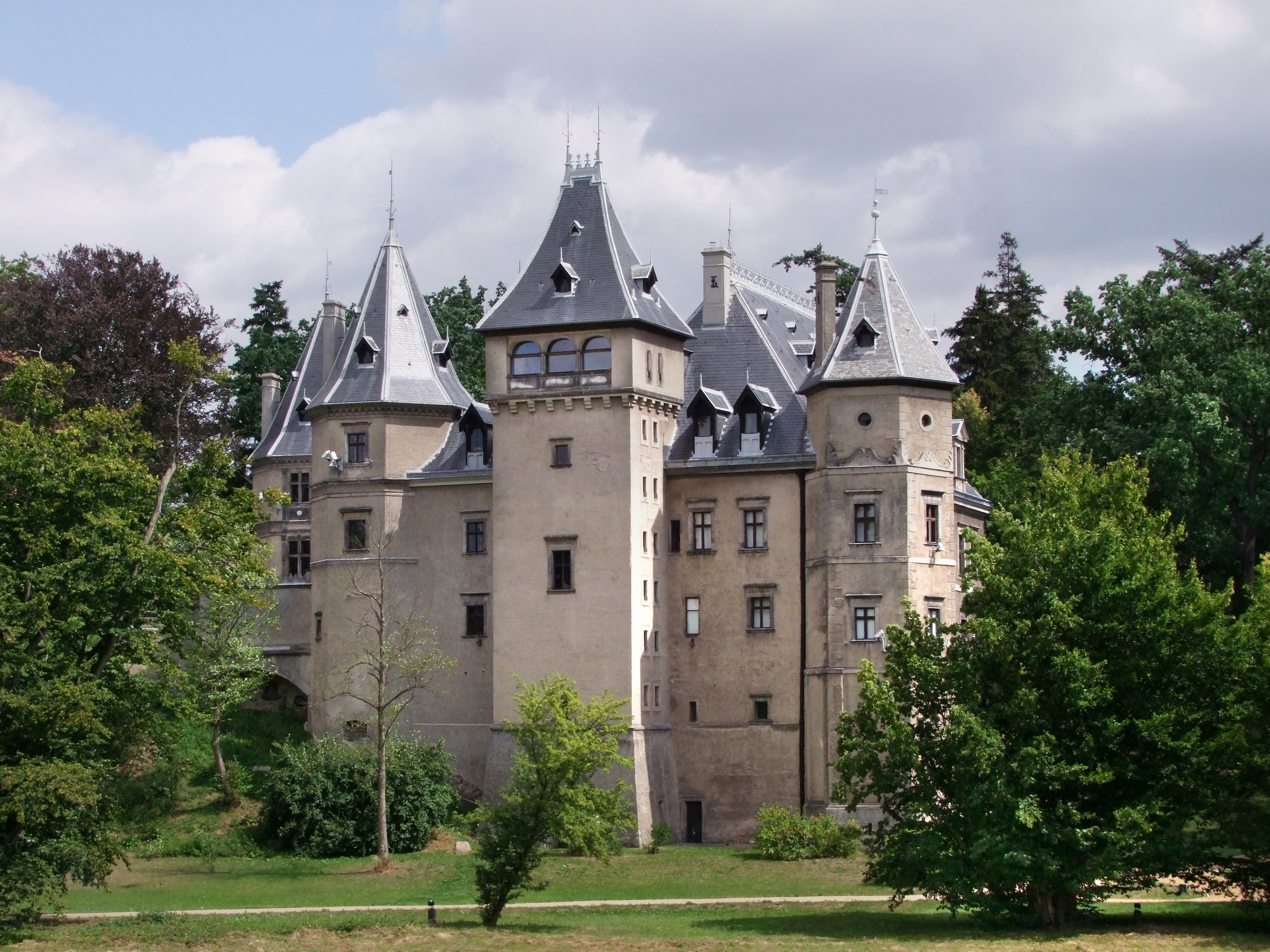
哥勞疇城堡

哥勞疇城堡（Gołuchów Castle）是位於波蘭大波蘭省哥勞疇的一座城堡。這座城堡是早期文藝復興式建築，修建於1550年至1560年。城堡建築屬於早期文藝復興式風格。